# マーコット
マーコット (Murcott tangor) は、ミカン科の常緑低木で柑橘類の一種である。マーコットオレンジともよばれる。オレンジ類とみかん類が元になった品種で、果実は皮が薄く小ぶりで、味が濃く糖度が高い。日本の正月飾りにも使われる。

## 概要
正確な起源は不明とされているが、アメリカで育成されたみかん類とオレンジ類の交雑種であるタンゴールの一種と言われている。名前は苗木商のマーコット・スミスに由来する。大きさは温州みかんぐらいで、果皮は赤みの強い黄橙色で薄いがやや固く少し剥きにくい。表面はなめらか。種がやや多いが果汁は多く、甘味が強く濃厚で食味の良い品種である。
モロッコで生まれたマーコットの偶発実生を育成した品種は、果皮を手で剥きやすく、アメリカやオーストラリアで栽培が盛んとなった。
- ダブルマーコットは、種なしに品種改良が施された物の名前
- アフォーラマンダリンは、オーストラリアで栽培されている物の名前

## 栽培
アメリカ、ブラジル等で栽培されており日本国内にも輸入されている。国内でも栽培されているが寒さに弱いため、亜熱帯以外の地域ではハウス栽培が行なわれている。1月 - 4月にかけて店頭に果実が出回る。また、晩生の柑橘類として人気の高い「せとか」や「麗紅」、「不知火（デコポン）」を種子親に持つ「肥の豊」等を交配する時の親品種としても使われている。